# Хитайголова
Хитайголова (англ. bobblehead, також відомий як кивака, боблгед, воблер) — це різновид колекційної ляльки. Її голова часто має великі розміри порівняно з тілом. Замість міцного з'єднання голова пов'язана з корпусом пружиною або гачком таким чином, що легке постукування змусить голову хитатися, звідси і назва.

## Історія

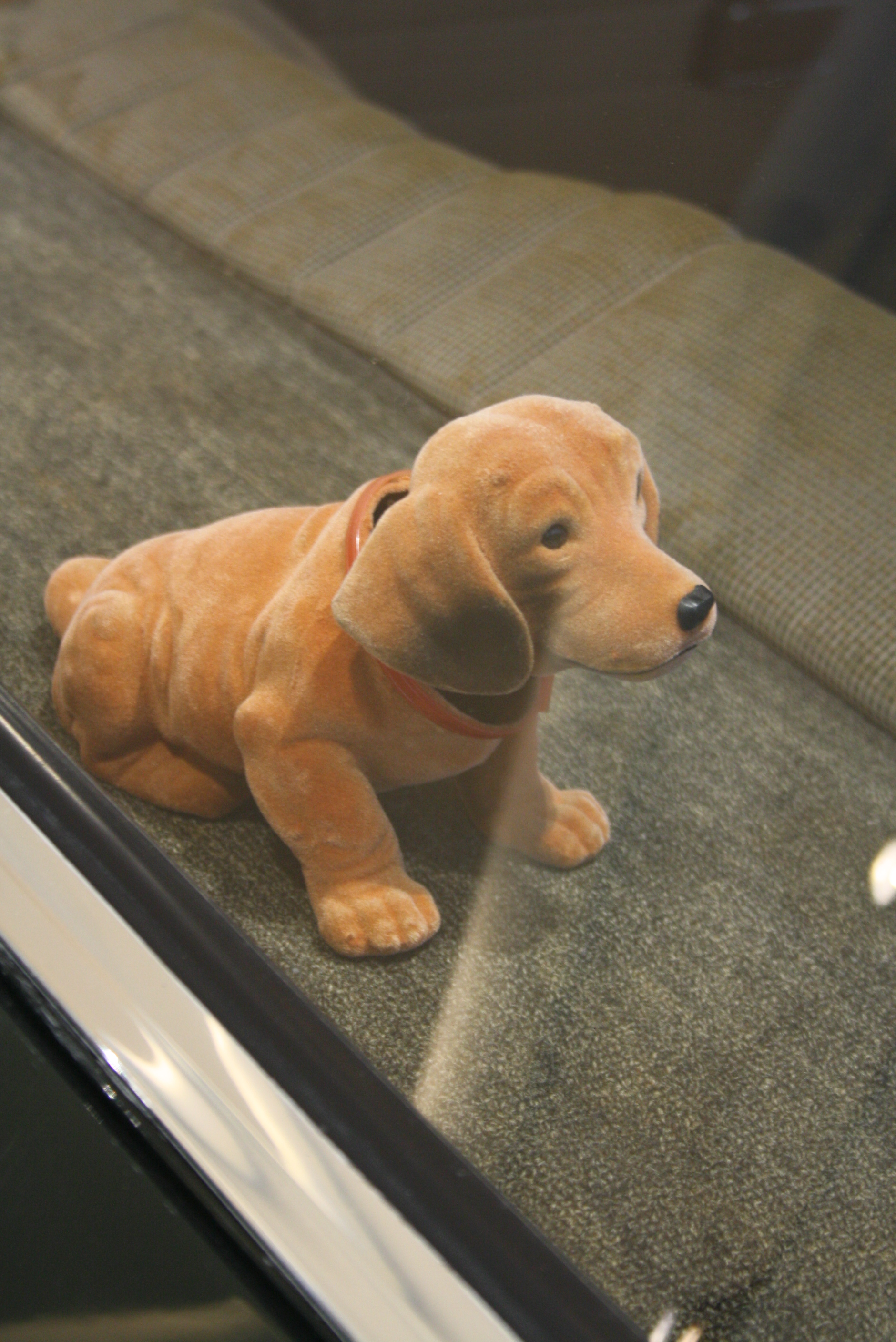
Німецький «Wackeldackel»

Протягом сімнадцятого століття в Азії виготовляли статуетки Будди та інших релігійних діячів, які називали «храмовими киваками». Вважається, що найдавніше відоме західним посилання на хитайголову є в новелі Миколи Гоголя «Шинель» 1842 року, в якій шия головного героя була описана як «як шиї гіпсових котів, які махають головами». Протягом дев'ятнадцятого століття порцелянові хитайголови були виготовлені в обмежених кількостях для американського ринку. Багато хитайголов у США вироблялись у Німеччині, з збільшенням імпорту протягом 20-30-х років. До 1950-х років у хитайголів був значний сплеск популярності — предмети, виготовлені або з пластику, або з біскової порцеляни.
До 1960 року вища ліга бейсболу випустила серію ляльок з пап'є-маше, по одній для кожної команди, всі з однаковим херувимовим (cherubic) обличчям, і кілька вибраних гравців. Світова серія, проведена того року, принесла перші бейсбольні хитайголови для конкретних гравців: для Роберто Клементе, Міккі Мантла, Роджера Маріса та Віллі Мейса, все ще з однаковим обличчям. Протягом наступного десятиліття хитайголови також виготовляли з кераміки. Протягом декількох років вони будуть виготовлені для інших видів спорту, а також для персонажів мультфільмів. Із цієї епохи також походить один з найвідоміших хитайголів усіх часів: набір хитайголів «Бітлз», який нині є цінним предметом колекціонування.
Наступне зростання популярності відбулося наприкінці 1990-х. Незважаючи на те, що в цей період колекціонери шукали старих хитайголів, таких як бейсбольні команди та «Бітлз», нові ляльки були рідкістю. Спонуканням до їх відродження стали дешевші виробничі процеси, і основний матеріал виготовлення змінився, цього разу з кераміки на пластик. Тепер можна було робити хитайголів в обмеженій кількості, необхідній для того, щоб вони були життєздатними предметами колекціонування.
7 січня 2015 року в США відбувся перший Національний день Хитайголів (Боблхед). У 2016 році позначка Книги рекордів Гіннеса для найбільшого в світі боблхеда була встановлена на висоті 15 футів.

### Ляльки Танджавур з Індії

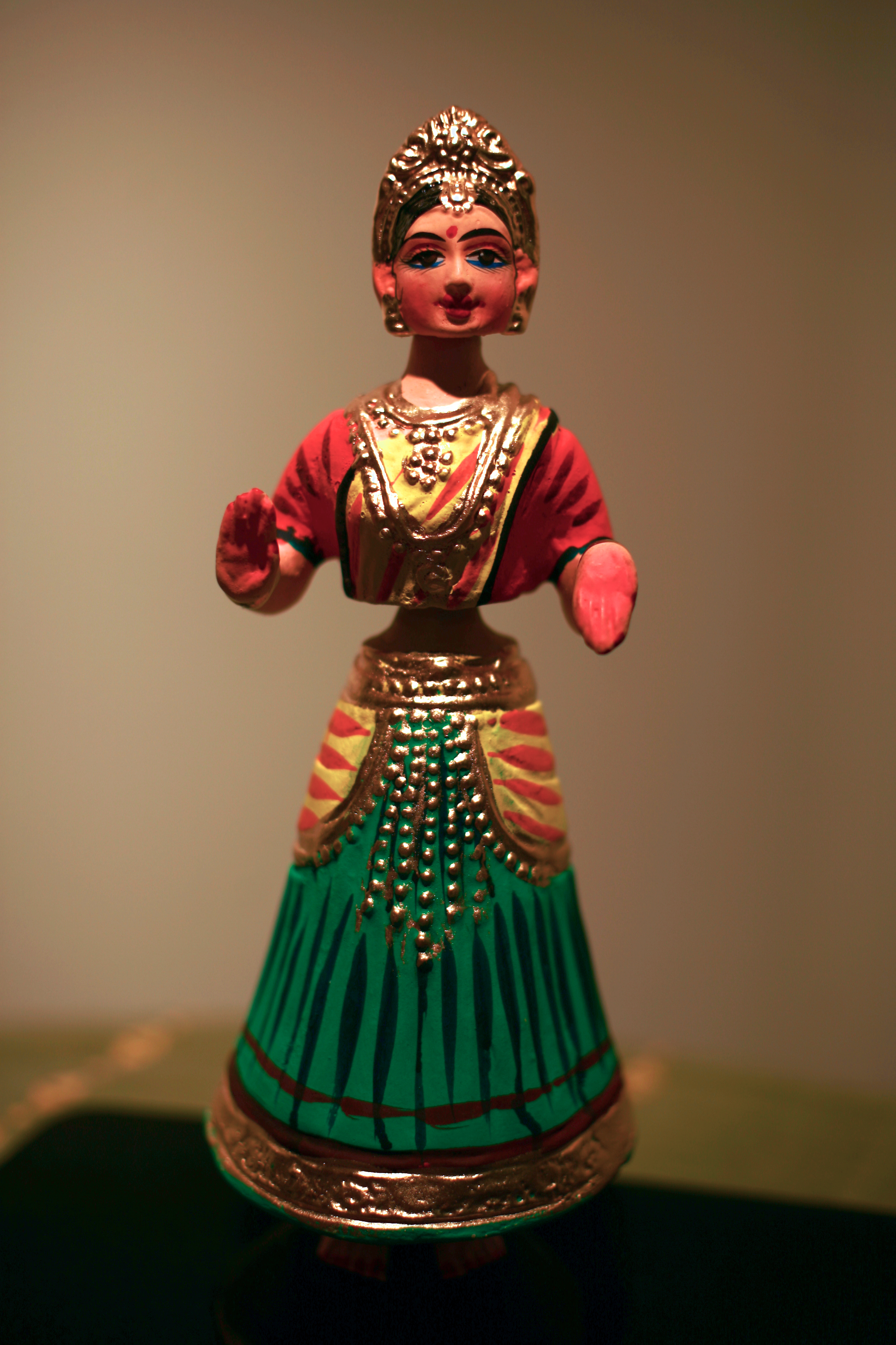
Лялька Танджавур

Ляльки Танджавур (Thanjavur) — це різновид індійських ляльок-хитайголів, відомих тамільською мовою як «Танджавур Талаятті Боммай», що означає «Лялька Танджоре, що трясе головою». Вони є рідною формою мистецтва в районі Танджавур у Тамілнаду. Ці ляльки зазвичай мають висоту від 6 до 12 дюймів (від 15 до 30 см). Вони зроблені з глини або дерева та пофарбовані в яскраві кольори, і часто одягнені у вишуканий одяг. Вони є частиною складної виставки ляльок, відомих як «Голу (Колу)», виставлених в індійських будинках під час фестивалю «Дасара (Наваратрі)» у вересні-жовтні.